# Banca dell'Uganda
La banca dell'Uganda è la banca centrale dello stato africano dell'Uganda.
La moneta ufficiale è lo scellino ugandese.